# 데이 트레이더
데이 트레이더(Day trader)는 데이 트레이딩을 하는 트레이더를 말한다.

## 유형
- 기관 데이 트레이더: 증권회사 직원이 데이 트레이딩을 하는 경우를 말한다.
- 개인 데이 트레이더
- 오토 트레이더: 컴퓨터 프로그램을 통해 자동으로 데이 트레이딩을 한다.

## 유명인
일본의 BNF는 1978년생으로 2000년 대학교를 중퇴하고, 아르바이트로 모은 160만엔(1,600만원)으로 주식거래를 했다. 2008년까지 8년만에 218억엔(2,180억원)을 벌었다. 주식책은 1권만 보았으며, PER 등의 주가지표는 전혀 보지 않고 매매한다고 알려졌다. 유명한 데이 트레이더로 알려졌지만, 실제로는 스윙 트레이딩을 주로 한다고 한다.

## 같이 보기
- 데이 트레이딩